# Tennantita

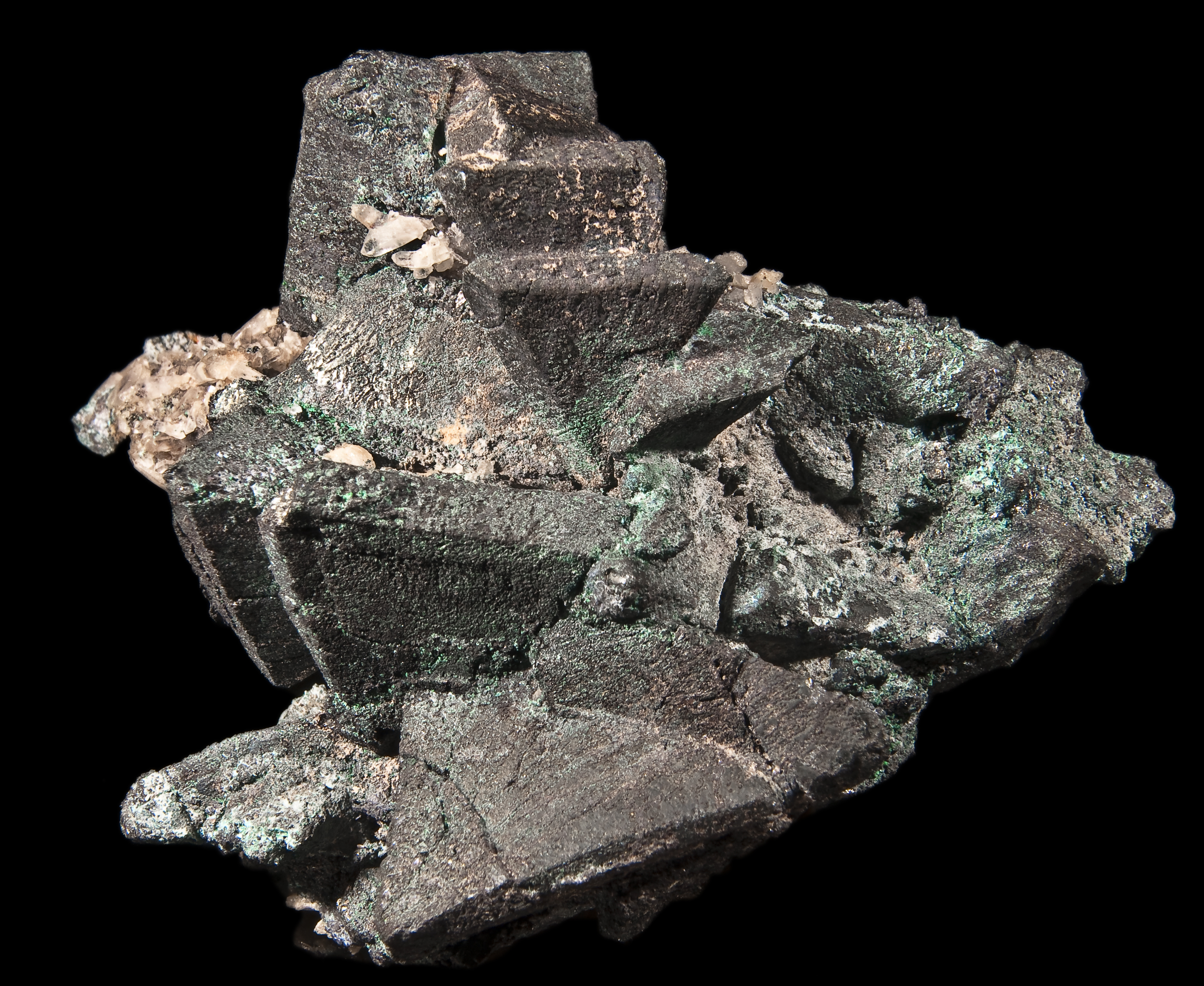
Tennantita da Namíbia

Tennantita é uma espécie mineral, um sulfossal de cobre e arsênico. A sua fórmula química é  Cu12As4S13. Tem cor cinza-escura a preta. Um mineral muito semelhante, a tetraedrita (Cu12Sb4S13), tem antimônio em substituição do arsênico e os dois minerais forma um série de solução sólida. Têm propriedades muito semelhantes e é frequentemente difícil distinguir entre a tennantita e a tetraedrita. Cerca de 15% do cobre é substituído por ferro, zinco ou prata.
Este mineral foi descoberto na Cornualha,Inglaterra em 1819, pelo químico Smithson Tennant (1761-1815).
É encontrada em veios hidrotermais e depósitos metamórficos em zonas de contacto associada a outros sulfetos e sulfossais de Cu–Pb–Zn–Ag, pirita, calcita, dolomita, siderita, barita, fluorita e quartzo.